# Chanson russa
La Chanson russa (en rus: ру́сский шансо́н, russki shanson, del francès chanson) és un neologisme que designa un gènere musical que aglutina diverses cançons russes, incloent cançons d'autor, romàntiques, i les que es basen en temes de la classe baixa urbana i l'inframón criminal (blatnaia pésnia).
Si bé actualment el terme "chanson" és una etiqueta popular, abans de la dècada de 1980 no s'utilitzava massa a Rússia. Algunes fonts assenyalen que el terme hauria sorgit dels emigrants russos que van establir-se a França a principis del segle xx. Altres argumenten que el terme va ser emprat per primera vegada per productors discogràfics russos en la dècada de 1980, que van adoptar la paraula francesa com a estratègia comercial. Si que hi ha consens en el fet que un dels subgèneres més prolífics de la chanson prové de l'univers criminal, i que l'època estalinista va acabar de forjar, tot i que provenia de cançons que durant l'Imperi rus ja es cantaven, amb un epicentre simbòlic destacat a la ciutat d'Odessa. Durant el desglaç de Khrusxov, la Unió Soviètica va alliberar milions de presoners dels gulag. Quan els antics presoners van tornar dels gulags a casa seva en la dècada de 1950, les cançons que havien cantat en els campaments es van fer populars entre els estudiants soviètics i la intel·liguèntsia inconformista. Les cançons sorgides als gulags passaven a formar part de la cultura d'allò prohibit o no oficial, però que l'ús de magnetòfons va fer popular de manera semi-clandestina, un fenomen conegut com a magnitizdat a manera de la litaretura (samizdat). A la vegada, els anys 60 i 70 va aparèixer una generació de cantautors, també anomenats bards, que interpretàven cançons sovint de caràcter intel·lectual i polític que mantenia característiques tant del gènere de carrer com del blatnaia. En aquesta genració destacaren, per exemple, Vladímir Vissotski o Arkadi Séverni.
Després de la caiguda de la Unió Soviètica, l'estil musical de les cançons va començar a canviar, encara que el contingut no ho va fer. Els artistes moderns afiliats al gènere Chanson utilitzaven nous arranjaments musicals del pop, el rock i el jazz, tot i que mantenien les temàtiques de sempre. Els anys 90, amb l'expansió de les mafies russes, l'univers penitenciàri rus tornava a ritualitzar i cantar noves cançons que tractaven la vida criminal. L'exemple més popular d'aquesta nova generació va ser Mikhaïl Krug, que va passar d'escoltar-se en cintes pirates a vendre milions de cd. L'any 2000 va començar a emetre Radion Shanson, una emissora que emet permanentment cançons del gènere.